# Portland, Dorset
Portland är en civil parish i Storbritannien. Den ligger på halvön Isle of Portland i kommunen Dorset och riksdelen England, i den södra delen av landet, 200 km sydväst om huvudstaden London. Parish har 12 844 invånare (2011). Arean är 11,5 kvadratkilometer.
Terrängen i Portland är platt.